# كاثي ماكدونالد
كاثي ماكدونالد (بالإنجليزية: Kathi McDonald)‏ هي مغنية أمريكية، ولدت في 25 سبتمبر 1948، وتوفيت في 3 أكتوبر 2012.

## وصلات خارجية
- كاثي ماكدونالد على موقع ميوزك برينز (الإنجليزية)
- كاثي ماكدونالد على موقع أول ميوزيك (الإنجليزية)
- كاثي ماكدونالد على موقع ديسكوغز (الإنجليزية)